# Buddleja cuspidata
Buddleja cuspidata là một loài thực vật có hoa trong họ Huyền sâm. Loài này được Baker mô tả khoa học đầu tiên năm 1895.